# フリーフライトレコード
株式会社フリーフライトは、さだまさしの独自レーベルである。さだの個人事務所であるさだ企画が1978年10月1日に設立した。2024年6月現在の発売元はビクターエンタテインメント（以前はワーナー→テイチク→ユーキャン）、製造委託元はJVCケンウッド・クリエイティブメディア、販売元はビクターエンタテインメント株式会社となる。